# Julia Mancuso
Julia Mancuso (Reno, 9 maart 1984) is een Amerikaans voormalig alpineskiester. Ze won de gouden medaille op de reuzenslalom op de Olympische Winterspelen 2006, de zilveren medailles op zowel de afdaling als de supercombinatie op de Olympische Winterspelen 2010 en de bronzen medaille op de supercombinatie op de Olympische Winterspelen 2014. Haar vier olympische medailles zijn de meeste ooit voor een vrouwelijke Amerikaanse alpineskiër. Ze won drie medailles (één zilver en twee brons) op de wereldkampioenschappen skiën, hoewel ze slechts vier races gewonnen heeft in de reguliere World Cup.

## Biografie
Mancuso maakte op 20 november 1999 op 15-jarige leeftijd haar debuut in de Wereldbeker alpineskiën in Copper Mountain Ze scoorde haar eerste Wereldbeker-punten in 2001. Ze behaalde successen op het Wereldkampioenschap voor junioren waar ze acht gouden medailles behaalde.
In 2002 nam ze op 17-jarige leeftijd een eerste keer deel aan de Olympische Spelen. In Salt Lake City eindigde Mancuso dertiende op de combinatie.
In 2006 behaalde ze de gouden medaille op de reuzenslalom op de Olympische Spelen. Deze race won ze ondanks aanhoudende pijn in de rechterknie. Verder onderzoek wees uit dat Mancuso last had van een heupdysplasie. Na de nodige chirurgie en enkele maanden rust hervatte ze de training in augustus 2006 waardoor ze volledig hersteld aan het seizoen 2006/2007 kon starten. In december 2006 won ze zo haar eerste wereldbekerwedstrijd toen ze de beste was op de afdaling in Val-d'Isère. Diezelfde winter behaalde ze nog drie andere zeges in de wereldbeker. Op datzelfde elan verdergaand eindigde Mancuso ook tweede op de reuzenslalom op het wereldkampioenschap in Åre. In haar beste winter ooit eindigde ze derde op de algemene wereldbeker en tweede op de afdaling en supercombinatie.
Nadien behaalde ze geen grote resultaten meer, zodat ze enigszins verrassend tweede eindigde in zowel afdaling als supercombinatie op de Olympische Winterspelen 2010 in Vancouver. Vier jaar later, op de Olympische Winterspelen 2014 in Sotsji behaalde Mancuso de bronzen medaille op de supercombinatie.

## Resultaten

### Titels
- Olympisch kampioene reuzenslalom - 2006
- Amerikaans kampioene reuzenslalom - 2002, 2003, 2005, 2009, 2010, 2011, 2012, 2013
- Amerikaans kampioene afdaling - 2003
- Amerikaans kampioene super G - 2003, 2007, 2011, 2012

### Olympische Spelen
| Jaar | Plaats         | Resultaten                                                     |
| ---- | -------------- | -------------------------------------------------------------- |
| 2002 | Salt Lake City | 13e Combinatie                                                 |
| 2006 | Turijn         | Reuzenslalom · 7e Afdaling · 9e Combinatie · 11e Super G       |
| 2010 | Vancouver      | Afdaling · Supercombinatie · 8e Reuzenslalom · 9e Super-G      |
| 2014 | Sotsji         | Supercombinatie · 8e Super G · 8e Afdaling · DNF1 Reuzenslalom |

### Wereldkampioenschappen
| Jaar | Plaats                 | Resultaten                                                                  |
| ---- | ---------------------- | --------------------------------------------------------------------------- |
| 2003 | Sankt Moritz           | 7e Combinatie 21e Super G DNF Slalom                                        |
| 2005 | Bormio                 | Super G · Reuzenslalom · 8e Slalom · 9e Combinatie                          |
| 2007 | Åre                    | Supercombinatie · 5e Reuzenslalom · 6e Super G · 10e Afdaling               |
| 2009 | Val-d'Isère            | 18e Reuzenslalom DNF Super G DNF Supercombinatie                            |
| 2011 | Garmisch-Partenkirchen | Super G · 6e Afdaling · 7e Supercombinatie · 16e Reuzenslalom · DNF1 Slalom |
| 2013 | Schladming             | Super-G · 5e Afdaling · 8e Supercombinatie · 22e Reuzenslalom               |
| 2015 | Vail/Beaver Creek      | 9e Super G 15e Combinatie 16e Afdaling 26e Reuzenslalom                     |

### Wereldbeker
Eindklasseringen
| Seizoen   | Algm  | AD     | SL  | RS  | SG     | SC     |
| --------- | ----- | ------ | --- | --- | ------ | ------ |
| 2000/2001 | 113e  | -      | 55e | -   | 47e    | -      |
| 2001/2002 | 73e   | 33e    | -   | -   | 37e    | 17e    |
| 2002/2003 | 46e   | 27e    | 44e | -   | 25e    | 5e     |
| 2003/2004 | 55e   | 42e    | 32e | 58e | 27e    | -      |
| 2004/2005 | 9e    | 10e    | 26e | 7e  | 13e    | 6e     |
| 2005/2006 | 8e    | 11e    | 22e | 11e | 6e     | 8e     |
| 2006/2007 | Brons | Zilver | 24e | 4e  | 4e     | Zilver |
| 2007/2008 | 7e    | 7e     | 28e | 5e  | 8e     | 6e     |
| 2008/2009 | 27e   | 24e    | 42e | 17e | 27e    | 36e    |
| 2009/2010 | 20e   | 9e     | -   | 28e | 16e    | 22e    |
| 2010/2011 | 5e    | Brons  | 51e | 9e  | Brons  | 8e     |
| 2011/2012 | 4e    | 5e     | 50e | 9e  | Zilver | 22e    |
| 2012/2013 | 4e    | 9e     | 33e | 11e | Zilver | 6e     |
| 2013/2014 | 23e   | 15e    | -   | 31e | 15e    | -      |
| 2014/2015 | 21e   | 13e    | -   | 39e | 11e    | 12e    |

Wereldbekerzeges
| Datum            | Plaats                 | Onderdeel       |
| ---------------- | ---------------------- | --------------- |
| 19 december 2006 | Val-d'Isère            | Afdaling        |
| 14 januari 2007  | Altenmarkt-Zauchensee  | Supercombinatie |
| 19 januari 2007  | Cortina d'Ampezzo      | Super G         |
| 3 maart 2007     | Tarvisio               | Afdaling        |
| 16 maart 2011    | Lenzerheide            | Afdaling        |
| 5 februari 2012  | Garmisch-Partenkirchen | Super G         |
| 21 februari 2012 | Moskou                 | City Event      |